# CRIES
CRIES (исп. La Coordinadora Regional de Investigaciones Económicas y Sociales — региональный координатор экономических и социальных исследований) — основанная в 1982 году в Манагуа сеть исследовательских центров, неправительственных организаций, профессиональных ассоциаций и фондов, которая продвигает экономические и социальные исследования в Латинской Америке и Карибском бассейне.
С 2016 года CRIES стал региональным аналитическим центром. Миссия CRIES направлена на углубление участия гражданского общества в процессе региональной интеграции, а также в формулировании и реализации государственной политики и в продвижении повестки дня коммерческой, социальной, политической и культурной интеграции Латинской Америки и Карибского бассейна.
В настоящее время CRIES насчитывает более 80 национальных и региональных институтов и более 150 исследователей и активистов, которые участвуют в различных исследовательских и информационных программах на субрегиональном и региональном уровнях, направленных на содействие созданию региональной модели справедливого совместного и устойчивого социального развития для нового тысячелетия, основанном на мониторинге и анализе региональной и глобальной повестки.
CRIES издаёт каждые шесть месяцев трёхъязычный журнал (испанский, английский и португальский) Pensamiento Propio, публикует серию книг, посвященных темам и направлениям исследований CRIES, готовит отчеты и доклады по региональным и глобальным вопросам, а также различные аналитические записки и политические меморандумы по приоритетным вопросам регионального развития стран Латинской Америки и Карибского бассейна, ориентированные на правительства и гражданское общество.
С 1997 по 2018 год CRIES издаёт Ежегодник региональной интеграции Латинской Америки и Карибского бассейна и регулярно организует практикумы, семинары и вебинары по актуальным вопросам региональной повестки с участием известных специалистов и активистов из стран Латинской Америки и Карибского бассейна.